# SDガンダムフォース 大決戦! 次元海賊デ・スカール!!
『SDガンダムフォース 大決戦! 次元海賊デ・スカール!!』は、2004年11月3日発売のPlayStation 2専用ソフト。
本作はテレビアニメ『SDガンダムフォース』の関連作品だが、物語はゲームオリジナルであり、本編とのつながりはない。これはアニメとほぼ同時製作だったことによるが、本編の設定をよく引き継いでおり、「劇場版」のようなストーリー展開になっている。なお、本作品の具体的なあらすじなどは、オープニングムービーで流される。サポートキャラなどの発進シーンはほとんどがアニメに準じている。

## ストーリー
平和なネオトピアの上空に、突如謎のリング、ディメンション・ハイロウが出現する。この緊急事態に、S.D.G.は本格的に調査に乗り込むことを決定したガンダムフォースは、早速リングの調査を開始する。しかし、リングの中では、ネオトピアを始め、ラクロアや天宮とまったく同じ世界が形成されていた。困惑する中、S.D.Gは、それらの世界がリングに吸収されていることによって、生まれていたことを突き止める。

## ゲーム内容・システム
本編は、ほぼフルボイスで、セーブ確認と通常戦闘時のプレイヤーキャラ（必殺技除く）以外は、ほぼ全てにあてられている。ステージは毎回決まった『ルーム』が組み合わされ、同じステージの組み合わせは基本的に存在しないという『ステージミキシングシステム』が採用されている。このシステムはいつまでもこのゲームでプレイヤーが遊んでくれるようという考案から、採用されたものである。

ルームごとの敵を駆逐して、エンブレム獲得に繋がる青色のエナジーボールと、回復に繋がる緑色のヒーリングボールを入手しつつ、次のブロックへ進めるゲートを探すことで、ゲームを進行していく。ただし、ディメンションタイム（制限時間）が0にならない限りであれば、見つけ出したゲートに入らず、さらに敵を倒してエナジーボールを入手し、エンブレム上昇を狙うことが出来る。

エリアクリアをした後、それぞれのステージに存在するボスを倒していき、最後はデ・スカールのボス『クチクチ』を倒し、リングを消滅させることが、本ゲームの最終的な目的である。

ゲーム画面上の右下には二つのゲージがあり、上がエナジーボールのゲージ、下がヒーリングボールのゲージになっている。ゲージを溜めると、青ならエンブレムランクアップ。緑ならHP回復（HP玉一つ分）回復することが出来る。

エナジーボールとヒーリングボールは敵も習得することが出来る。敵が一つでも習得すると、敵のレベルが1段階あがり、最高Aまで上昇する。ただし、ステージ毎にレベルの変わる敵は習得してもパワーアップはしない。レベルが上がると敵は凶暴化し、怯み難くなったり攻撃力やHPが上昇するが、その代わり出てくるボールが増幅する。

### ステージ
ネオトピアステージ、ラクロアステージ、天宮ステージ、そしてデ・スカールロード（あるいはデ・スカールヘル）ステージの四つが存在する。
ルームの集大成を『ブロック』。それらを三つ合わせたものを『エリア』と呼ぶ。そして、エリアをクリアした後のボスバトルを倒すことで『ステージ』をクリアしたことになる。

選択したブロックをクリアすると、チェックブロックと呼ばれるエリア選択の間に送られる。（選択出来るのはデ・スカールロード以外で、デ・スカールロードのみは、ブロックごとの入手エンブレム次第で出現する敵が変更される）

クリアしたブロックのみはレベルが上がり、初期選択のCに始まって、クリアを重ねることでB・Aの順番で上昇する。この三ステージは、ブロックレベルがあがるごとに、登場する敵の強さやレベルがあがる。レベルが高いほど攻略は困難になるが、エナジーボールを豊富に持つ敵が中心となって登場するため、評価があがりやすくなるというメリットがある。

なお、エリアクリアの際の三つの評価に応じてアイテムを習得することが出来る。（アイテムの質もそれで決まる）また、ステージクリアに辿り着けば、今まで習得したエリア（最高三つ）評価の合計から、フォームレベルアップゲージがチャージされる。

稀に、ブロック移動の間に、S.D.G.サポートブロック、バトルブロック、エクストラブロックに移動することがある。サポートブロックは、後述の戦闘支援キャラクターがプレイヤーを支援し、ボス・エクストラブロックでは特別な戦闘イベントが発生する。

また、デ・スカールロードは、Sランクのフォームで挑むと、デ・スカールロードヘルへと変化する。ここは、全ての敵がSレベル（敵の色が全部黒くなる）で登場するなど、難易度が高く設定されたステージである。

### 戦闘
攻撃
□ボタンによって攻撃する。この攻撃は、命中を問わずヒートアップとフィニッシュ以外まで派生する。通常派生攻撃の最後の一撃があたると、ヒートアップ・フィニッシュ攻撃までつながっていく。命中させるとアタックスキルがチャージされる。また、ヒートアップかフィニッシュ攻撃で敵を倒すと、習得できるエナジーボールとヒーリングボールが倍になる。
防御
○ボタンで防御が出来る。ガードする際には、ロックオンしている敵の方向を向く。成功するとゲージが溜まるが、一度防ぐと強制的に解除される。また、ガードするまでタイムラグがある。ガードが成功するとアタックスキルがチャージされる。
回避
×ボタンで回避行動をとる。ジャンプは出来ず、回避はダッシュのみに依存。敵と交戦中の時はローリング等にアクションが変わる。
必殺技
アタックスキルゲージというものがあり、一定値溜まるとゲージの色が変わり、△ボタンで使えるようになる。キャプテンガンダムはキャプテンパンチ、ゼロはヴァイオレット・トルネード、爆熱丸は剣風・天驚剣を放つ。（性能は変わらない）
ゲージが溜まっていない場合はロックした敵を発射までに誘導するが、威力はフルパワーのそれより低く、攻撃を受けると必殺技が解除されてしまう。一方でフルパワーで放つとカットインが挿入され、技が阻止されることはなくなり、威力も高い。ただし、敵が動いた場合はあっさりと避けられてしまうため、静止した敵を狙わなくてはならない。そのため、必ずしも最大までチャージすることが良いとは限らない。この必殺技で敵を倒すと、習得できるエナジーボールとヒーリングボールが倍になる。
ロック切り替え
一番近い敵にオートロックされるが、他にも複数敵がいた場合は、L1・R1ボタンで切り替える。
ミス
ミスすると、カオ・リン主任の研究室に転移される。ハイパーカスタム装置の真上に落ちてくるため、装置は破壊されてしまい、一度壊れると3ターン（3度）出撃して生還しなくては完成しない。また、シークレットコードも受け付けなくなる。
ステータス
HP、攻撃力、防御力、機動力の4つのステータスがある。キャラクターやフォーム毎にそのステータスの値は異なる。
フォームレベル
C、B、A、Sとある。Sのみはデ・スカールロードでエナジーボールのゲージを最大まで溜めないと習得することが出来ない。Aまでは溜めたゲージは次に繰り越されるが、Sのみは繰り越せない。

### アイテム
アイテムは8種類ある。それぞれアイテムはプレイヤーキャラクターの専用のものが用意されている。レベルごとに効果は違う。
HP回復
HP玉（1玉4ダメージ分）が回復する。
アタックスキルUP
アタックスキルゲージがチャージされる。
全体攻撃
ルームの敵全体にダメージを与える。
バリア
一定回数のみダメージを受けなくなる。防いだ攻撃はガード扱いになる。
タイム回復
ディメンションタイムが回復する。
機動力上昇
移動速度が上昇する。
マップ公開
ブロックの構成が公開される。

### エンブレム
評価は5段階存在する。ただし、後述のスペシャルエンブレムを含めると、評価は6段階ということになる。なお、一つのゲージが最大まで溜まらないうちにクリアすると、その分は次のステージに繰り越される。（ただし評価はザコザコからスタート）スペシャルステージをクリアすれば、ステージでとった評価が一段階あがる。デ・スカールロードではエンブレムがクチクチを模したものになるが、それ以外に違いは無い。
ザコザコエンブレム
評価アイテムを一定数取れないと、これになる。厳密にはエンブレムではない。絵はTV版におけるザコソルジャーを模した爆弾の顔である。デ・スカールロードではディメンションハイロウの目。
ノーマルエンブレム
1ゲージ溜めるとこれがもらえる。エンブレムはS.D.G.マーク。
ブロンズエンブレム
2ゲージ溜めるとこれがもらえる。エンブレムは銅の色をしたガンダムフォースマーク。
シルバーエンブレム
3ゲージ溜めるとこれがもらえる。エンブレムは銀色のガンダムフォースマーク。
ゴールドエンブレム
4ゲージ溜めるとこれがもらえる。エンブレムはガンダムフォースマーク。通常プレイではこれが最高である。
スペシャルエンブレム
ゴールドエンブレムをとったうえで、スペシャルステージをクリアするともらえる。エンブレムはマークにSがつく。

## オプション
オプション選択時、本編と同じようなザコザコアワーが展開される。終わった後（スキップ可能）メニューが選択できる。終了時は、本編のザコザコアワーと同じ終幕シーンのムービーが流れる。
S.D.G.レポート
ゲーム内のフォーム、アイテム、エネミーの解説が表示される。
スピーカー
ステレオかモノラルを選択することが出来る。
バイブレーション
振動機能のON・OFFが選択出来る。
サウンドテスト
条件を達成することで、ゲーム内のBGMを聞くことが出来る。

## キャラクター
本項では本編登場人物の本作における特筆点を中心に記す。原作に登場するキャラクターの詳細はSDガンダムフォースの登場人物を参照。

### プレイヤーキャラクター
本作品において操作できるキャラクターを記載。

#### キャプテンガンダム
声：神谷浩史
ガンダムフォースのリーダーにして、モビルディフェンダー。戦闘は射撃型。モチーフはRX-78 ガンダムである 。
キャプテンフォーム
本来の姿。ライトライフルによる射撃攻撃を行う。ムービーではビームサーベルを使っているが、ゲーム中では使用できない。
ガンナーフォーム
機動隊のような格好になったキャプテンガンダム。連射攻撃で敵を翻弄する。製作スタッフが最初に作ったというフォーム。
アサルトフォーム
特殊部隊の隊員のような格好になったキャプテンガンダム。ショットガンによる広範囲攻撃が得意。グレネードも撃てる。
アクセレイターフォーム
特殊装備をつけたキャプテンガンダム。ホバーによる高速移動をしながら高出力なレーザー砲が撃てる。
デストロイフォーム
重装備をつけたキャプテンガンダム。ミサイルを雨のように発射可能。
セイバーフォーム
近接用の装備をつけたキャプテンガンダム。唯一キャプテンガンダムが近接戦闘をする装備である。
アームバスターフォーム
シークレットコードを入力することで一時的に装着できるシークレットフォーム。細いビーム攻撃が可能。

#### 翼の騎士ゼロ
声：斎賀みつき
ラクロアの騎士ガンダム。戦闘は広範囲型。モチーフはウイングガンダムである。
ゼロフォーム
本来の姿。ヴァトラスソードで戦う。
アクエリアスフォーム
水流の力を持ったフォーム。水の魔法を使う。
サイクロンフォーム
両刃の剣とボウガンの機能をもった風のフォーム。光の矢を放つ。
ルクシオンフォーム
金色の鎧を身にまとった光のフォーム。光の剣を放つ。
クロノスフォーム
次元騎士団の鎧を纏った闇のフォーム。次元の歪みの力で敵を攻撃する。
パラディンフォーム
槍を使う雷のフォーム。雷撃で攻撃をし、その範囲は広い。
クロスブリティスフォーム
シークレットコードを入力することで一時的に使えるフォーム。大きく発達し刃が施されたブリティスシールドで攻撃をする。フェニッシュ攻撃ではシールドからビームも出る。

#### 武者頑駄無 爆熱丸
声：千葉進歩
天宮の武者頑駄無。戦闘は連打型。モチーフはシャイニングガンダムである。 
バクネツフォーム
本来の姿。激しい二刀流攻撃で戦う。
ビーストフォーム
野生の力を持った格闘戦フォーム。刀ではなく爪による連続攻撃で戦う。天驚剣を使う時のみ刀を使う。
シノビフォーム
忍者の姿をした隠密戦のフォーム。忍術や忍者道具を使う。忍者刀は必殺技発動時に装備する。天驚剣を使う時のみ刀を使う。
ベンケイフォーム
二本のナギナタを持った弁慶の姿をしたフォームで、横範囲に広い攻撃が出来る。ナギナタは連結可能。
タツジンフォーム
居合いの抜刀を持った剣豪の姿をしたフォーム。素早い居合い斬りや五月雨斬りで相手を瞬時に切り裂く。
カブキフォーム
カブキの姿をした特殊なフォーム。傘や筆で闘う。
ショウグンフォーム
シークレットコードを入れることによって一時的に使えるフォーム。爆熱丸が将軍の格好をしている。十慈将刀と扇子を使って戦う。

### 戦闘支援キャラクター
任務中、ランダムで支援に駆けつけるキャラクターを記載。
ガンイーグル（νガンダム）声：浪川大輔
ガンダムフォースの一員。3つまでのアイテムを預けておくことが可能。これを利用して、戦場までのアイテム輸送したり、あるいは手に入れたアイテムを基地へと戻すことが出来る。
ガンバイカー（ΖΖガンダム＋Gフォートレス）声：柳沢栄治
ガンダムフォースの一員にして、教官。気合を入れにくる。これを受けるとアタックスキルゲージが溜まりやすくなる。
ガンダイバー（リ・ガズィ）声：01=中井和哉02=吉水孝宏
ガンダムフォースの一員。攻撃力と防御力を上昇させる支援を行う。1号と2号がいるが、どちらに話しかけても効果は変わらない。なお、ムービーには03までが映されている。

### システムサポートキャラクター
システム面などで協力してくれる人物を記載。
シュウト声：朴璐美
ネオトピアに住む少年。本作では操作説明やアイテム管理やフォームチェンジなどで活躍。
セーラ声：中川亜紀子
シュウトのクラスメイト。セーブを行う。
ハロ長官声：吉水孝宏
S.D.G.の総司令官。皆に指令を出すが、システムに影響する役割はない。
ジュリ声：夏樹リオ
S.D.G.のオペレーター。キャラクター図鑑の展開と次元転送装置のアナウンスを担当。
カオ・リン声：中嶋聡彦
S.D.G.の技術主任。キャプテンの生みの親。ハイパーカスタム装置使用時と任務失敗の際に登場する。ゲームオーバーがかさむと激怒されてしまう。
カオ・リン専用通訳ボール声：伊藤健太郎
カオ・リンを補佐するボール。シークレットコードの入力を受け付けてくれる。
ベルウッド声：山岸功
次元転送装置を開発した少年。デ・スカール内への転送の際に登場。なお、本編では、最終回まで次元転送装置は完成しておらず、完全に動作する装置を見られるのはこの作品だけである。

### 次元海賊デ・スカール
ディメンション・ハイロウを駆り、次元世界を吸い取り奪うことを目的としている海賊集団。吸い取った世界はディメンション・ハイロウ（エンジェル・ハイロゥ）の中にコピーすることも出来る。幾度か次元世界の吸収に成功しており、ガンダムとも交戦経験が多数ある。敵の由来は、「機動戦士Vガンダム」のザンスカール帝国から。

#### 敵ボス
クチクチ（アビゴル＋ザンネック・ベース）
声 - 知的:柴田秀勝・横暴:楠見尚己
ディメンション・ハイロウの頭脳とも呼ぶべき謎の存在。花びらのような小さな姿で、知的な人格と横暴な人格が同居している。ディメンション・ハイロウに侵入してきたキャプテン達の前に度々現れる。倒した後にクチクチを一発攻撃することによって決着するが、放置すると復活してしまう。
様々な次元を吸い取ってきたことからガンダムとよく対峙してきたらしく、キャプテン達のことを知的な方は「ガンダムタイプ」、横暴な方は「ガンダムもどき」と呼ぶ。知的人格曰くどこの次元でも邪魔してきたのはいつもガンダムタイプだという。何故横暴な人格がガンダムフォースを「もどき」と呼ぶかは不明で、また時折独特の言語を使うが、そちらも意味が明かされていない。
ジャミングユニット
各ステージの最終面に待ち構えていて、クチクチと融合することで巨大な姿に変貌する。
ビト・ダ・エルレロ（エルメス＋ザクレロ＋ビグロ）
クチクチがネオトピアステージのジャミングユニットと融合した姿。
射出されたビットと突進、メガ粒子砲でガンダムフォースを圧倒する。正面はIフィールドに覆われているため正面からの攻撃が通用しないが、突進を回避すると壁に激突し気絶してIフィールドが少しの間消滅する。
クリスタル・デ・リーブラ（リーブラ）
クチクチがラクロアステージのジャミングユニットと融合した姿。
上空から降ってくるクリスタルカッターと前方から発射されるクリスタルクラッシャーでガンダムフォースを苦しめる。また、発射口からリーブラ砲を発射する。この光線によって周りのクリスタルクラッシャーは消滅する。
ダ・ラマ・ダラ（マンダラガンダム）
クチクチが天宮ステージのジャミングユニットと天宮の怨念・妖怪と融合した姿。
多数の鐘を自由自在に操る他、干支の文字が書かれたエネルギー体を飛ばしたり、エネルギー体を数珠のように連結させて発射してくる。攻撃するのは鐘であり、鐘についている棘がなくなったときに攻撃を加えることが出来る。その鐘のうちどれかがクチクチが入っている。

#### デュエルフォース
ガンダムフォースと同じ姿をした不気味な軍団。侵入者の抹殺だけを任務とする。倒される度に相手のデータを吸収し、強化することが出来る。初登場の時は真っ白であった。後に強化されてシャドーモードになれるようになる。
デュエルキャプテン
声 - 神谷浩史
キャプテンガンダムのコピー品。人格はなく、クチクチの命令に忠実に従う姿は正に心を持たないキャプテン。武器は両手ともガトリングガン、キャプテンパンチを使用することも可能。
デュエルゼロ
声 - 斎賀みつき
ゼロのコピー品。魔法を使った巧みな戦法が得意。人格が無いのでゼロのような美学は無く、倒される時も醜い断末魔をあげる。武器はナギナタのような剣と爪のついた盾。ヴァイオレット・トルネードを必殺技として使うことができる。
デュエルマル
声 - 千葉進歩
爆熱丸のコピー品。爆熱丸とは違って巨大な刀一つだけで戦う。武者魂の欠片すら持ち合わせていない。天驚剣を刀一本で×字を描くことで放てる。
デュエルマスター
声 - 神谷浩史・斎賀みつき・千葉進歩
デュエルフォースの力を結集させた兵士。融合させられているので、三体の力と必殺技を使うことができる。顔からガンダムの面影は消え、デ・スカール独特の三つ目となっている。今までのデータを元にしたことで、ガンダムフォースの攻撃を受け付けない体をもつが、司令塔であるクチクチを倒されると消える。

#### 最終ステージ
ザコ敵のほとんどは倒されると自爆し、ダメージを与える。
ズル（ゾロ）
剣で攻撃してくる感情を持たない雑兵。
ズルアッチ（ゾロアット）
棍棒で攻撃してくるズルの強化版。
ズルディア（ゾリディア）
ハルバードで攻撃してくるズルアッチの強化版。
シャシャ（シャッコー）
レイピアで攻撃してくる「次元海賊デ・スカールで、一番のテクニシャン」と呼ばれている剣士。
クンティ（コンティオ）
ショットクローで攻撃してくる「真紅の門番」と呼ばれている戦士。ズルの100体分の強さを持っている。
「闇の風車」が得意技。
チックヤージュ（サンドージュ）
口の針で攻撃してくる昆虫。
シャターン（シャイターン）
腕から発射されるビームで攻撃してくる戦士。
ギーケング（ブルッケング+ゲドラフ）
両腕のタイヤを使って攻撃してくる「第二の処刑人」と呼ばれている戦士。
ジャババ（ジャバコ）
鞭で攻撃してくる「第三の処刑人」と呼ばれている戦士。
グ・ズーラ（ゴッゾーラ）
グレイトソードで攻撃してくる「第一の処刑人」と呼ばれている剣豪。
ダ・グーラ（ドッゴーラ）
瞬間移動しながら爪で攻撃してくる龍の戦士。
『ダ』は神の子を意味し究極の称号らしい。

#### ネオトピア
凶暴化したネオトピアのロボット達が敵。原作からはザコソルジャーが登場。ドーガボマーは登場しない。
ゲルググスナイパー（ゲルググ）
声 - 野島裕史
ネオトピアステージに登場する敵で、ライフルで攻撃してくる。
デストロイケンプファー（ケンプファー）
声 - 中嶋聡彦
ネオトピアステージに登場する敵で、マシンガンを乱射する。
ギャンコマンダー（ギャン）
声 - 吉水孝宏
ネオトピアステージに登場する。ビームランサーで攻撃したり楯で攻撃を防いだりする。モノアイは腹部にある。
カーストゴッグ（ゴッグ＋ゾック（Lost War Chronicles版））
声 - 伊藤健太郎
飛び跳ねながらこちらに向かってきて腹部からビームスパイクを出して攻撃する。腕は無い。
ハイゴッグアサッシン（ハイゴッグ）
声 - 松本大
めまぐるしい動きを使っての体当たりと両腕の爪を生かして攻撃する。オリジナルの敵としては唯一OPのムービーにも登場。
アッグタンク（アッグ武装型）
戦車型の敵で、背中に施されている大砲から発射されたホーミング機能を持ったミサイルで攻撃してくる。他にも腕に付いているレーザー砲もあるが、戦闘に使用されることはなかった。
ボルトアッグガイ（アッグガイ）
声 - 夏樹リオ
電流を帯びたヒートロッドを伸ばして攻撃してくる敵。
バルーンゾック（ゾック+風船）
ただ浮いているだけの敵。攻撃した後に放出されるエナジーボール（ヒーリングボール）が多い。じっくり近づいてきて、接近すると体を震わせ体当たりしてくる。
移動要塞ブラウブロ（ブラウ・ブロ）
腹部メガ粒子砲や拡散メガ粒子砲を使った攻撃を得意とするモビルアーマー。
耐久力が高く、ガード不能攻撃がある。まさに要塞のような敵。
スピンアッザム（アッザム）
高速移動しながら攻撃をしてくる敵。足の部分にはギロチンがついている。

#### ラクロア
ラクロアの騎士やモンスター達が襲い掛かるステージ。原作からはポーンリーオーが登場。
ポーンエアリーズ（エアリーズ）
声 - 長嶝高士
連射式ボーガンで攻撃してくる兵士。背中のバックパックにはプロペラが施されている。
マグア族 / マグア族長（マグア：マグアナック 族長：ラシード専用マグアナック 腕：アウダ専用マグアナック）
声 - 柳沢真由美・夏樹リオ
大勢でこちらに向かい長い腕を使った攻撃を仕掛けてくる民族。
重騎士ビルゴ（ビルゴII）
前方にバリアーを張り巨大な斧で攻撃してくる騎士。前方にバリアーが張られていても後方ががら空きなのが弱点。動きも遅いので周りこまれると対応できなきくなる。
ナイトスコーピオ（スコーピオ）
声 - 神谷浩史
蛇のような声を上げながら剣で攻撃してくる百足のような体をした騎士。
ビショップトーラス / メイジトーラス（ビショップ：トーラス （サンクキングダム仕様）メイジ：トーラス（OZ仕様））
魔道士メリエイトの弟子たち。ビショップトーラスは「白い稲妻」、メイジトーラスは「黒い炎」という異名を持っている。
ビショップトーラスが頭上から雷を落とすの魔法を放ち、メイジトーラスが足元を爆発させる魔法を放つ。
サーペントゴーレム（サーペント）
声 - 松本大
キャプテンたちが近づくと突然動き出して拳を使って攻撃してくる岩男。
大魔道士メリエイト（轟雷の騎士メリクリウス+暴風の騎士ヴァイエイト）
風の魔法と雷の魔法を使った攻撃を得意とする魔道士。
原作の二人との関連性は見えない。
ミラートールギス（トールギスII）
声 - 伊藤健太郎
紅いドーバーソードの斬撃とその剣から発する衝撃波と雷の魔法で攻撃してくる鏡の騎士。原作に登場する嵐の騎士トールギスとの関連性は不明。

#### 天宮（アーク）
天宮の武者や怨霊・妖怪が相手のステージ。原作からは野歩士とザコブッシが登場。
サスライノブッシ（ノブッシ）
声 - 中嶋聡彦
天宮を旅している風来坊で、刀を抜いて攻撃してくる。
怪力丸（ランバーガンダム）
声 - 野島裕史
金棒を振り回して攻撃してくる剛力武者。
スカル丸（スカルガンダム）
声 - 西脇保
須狩流忍法を所得した忍者集団「須狩忍軍」の一員で主に髑髏の仮面を被っている。
武器はクナイと2丁の鎌の二つで移動の術を使って瞬間移動する。
カラクリ丸（ネーデルガンダム）
声 - 山岸功
普段は風車に成り済ましているが、キャプテンたちが近づくと起動し腹部に装着されている風車から起きる強風で攻撃する。
大筒ブッシ（ブッシ）
声 - 吉水孝宏
背中に担いだ大筒を使って攻撃してくるザコブッシに似た花火師。
ファントマ蛾（ファントマ+蛾）
天宮の森に見られる昆虫でりん粉を飛ばして攻撃してくる。
ペスカ天狗（ペスカトーレ+天狗）
声 - 柳沢真由美
回転攻撃と電撃で攻撃してくる賑やかな性格の烏子天狗（からすこてんぐ）。
妖刀ミナレット（ミナレットガンダム）
高速で回転しながら体当たりをしてくる妖刀。
アラクノ落武者（アラクノガンダム）
声 - 山岸功
戦場で倒れた兵たちの魂が集まって蘇った姿。背中についている触手（タランチュラクロー）のようなもので攻撃してくる。

#### その他
ザッパーザク（ザクII改）声：柳沢栄治
グラップラーグフ（グフカスタム）声：岩尾万太郎
デストロイヤードム（ドム・トローペン）声：松本大
本編におけるダークアクシズの悪役。ジェネラルジオングの手下である三人衆。それぞれパイロットによって台詞が変わるが、性能はほとんど変わらない。
ビグザム（ビグ・ザム）
本編にも登場した巨大兵器(モビルアーマー)。体力に応じてそれぞれのパイロットに変わるが、戦法は変わらない。

## ザコザコチャレンジ
ネオトピアエンブレムを3つ習得する（S.D.G.レポートを完成させる）と、サウンドテストと本モードがプレイ出来るようになる。本モードは、ステージ選択の際、メニューの一つに表示される。
ザコソルジャーとなって、ネオトピア、ラクロア、天宮を攻略するモードで、ステージは選択していたキャラクターの故郷によって決まり、必殺技もそれらに準じる。そのため、ザコソルジャーでデ・スカールロードに行くことは出来ない。
本ゲームでプレイヤーキャラクターは、戦闘時に言葉を話さないが、このザコソルジャーのみはアクションごとに言葉を発する。また、Sランクフォームで挑むとコマンダーサザビーの仮の姿『ザコレッド』になることが出来るが、声も性能も特に変わらない。